# Cheryl Bridges
Cheryl Treworgy, conhecida pelo seu nome de solteira Cheryl Bridges, nasceu no dia 25 de Dezembro de 1947, em Indiana, nos EUA. Atleta americana das décadas de 1960 e 1970, deteve o recorde mundial da maratona durante algum tempo.

## Biografia

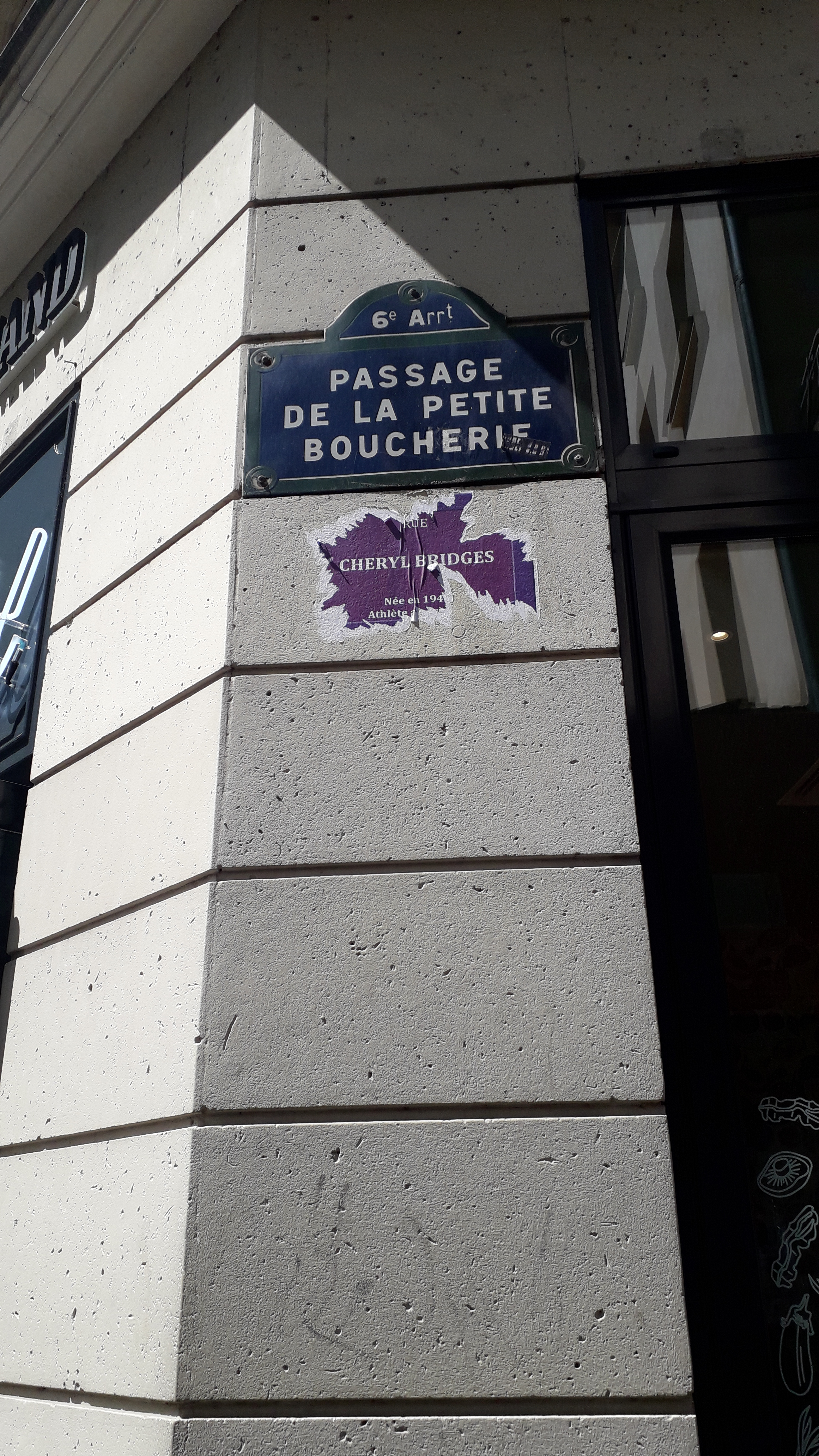
Placa falsa com o nome de Cheryl Bridges afixada pelo coletivo #NousToutes

Cheryl Bridges nasceu no dia 25 de Dezembro de 1947, no estado do Indiana nos EUA. Começou sua carreira como atleta enquanto estudava na North Central High School em Indianápolis. No seu último ano no secundário correu no Campeonato Nacional de Cross Country .
Em 1966, ela tornou-se  na primeira atleta americana a receber uma bolsa desportiva para estudar numa universidade pública (Indiana State University). Formou-se em educação física após três anos.
Em 1969, ficou em quarto lugar na Cross des Nations, que decorreu na Escócia. Detém o recorde americano de corrida nos 3500 metros.  Em 1971, ela terminou em 3 lugar no campeonato norte americano de corta mato.
Em 7 de Dezembro de 1971, Cheryl correu pela primeira vez numa maratona, terminou a Maratona de Culver City em 2:49:40, estabelecendo um novo recorde mundial. Ganhou por duas vezes (1972 e 1973) a corrida  da baía de São Francisco a Breakers, no corta mato ficou entre os 10 primeiros lugares, por dez vezes nos campeonatos nacionais dos EUA (1965 a 1977).
A sua filha, Shalane Flanagan, ganhou a medalha de bronze e bateu um recorde pelos Estados Unidos nas Olimpíadas de Pequim em 2008, nos actuais 10000 metros e terminou em primeiro lugar na maratona de Nova Iorque em 2017.

## Reconhecimento e homenagens
Entrou para o Track and Cross Hall of Fame do Estado do Indiana em 1983, no seguinte entrou no da Universidade estatal do Indiana e em 1987 passou a fazer parte da Hall of Fame do Road Runner's Club of America.
É uma as mulheres biografadas por Pénélope Bagieu no livro Les Culottées (Destemidas em Portugal), que foi transformado em série de animação transmitida por televisões de vários países, nomeadamente Portugal.

O colectivo #Nous Toutes colou uma placa falsa com o seu nome, por debaixo da que diz "Passage de Petite Boucharie" em Paris.